# National Cancer Institute

Logo do National Cancer Institute

O National Cancer Institute (NCI), em português "Instituto Nacional do Câncer", é parte do National Institutes of Health (NIH), o qual é uma das 11 agências que compõem o Departamento de Saúde e Serviços Humanos dos Estados Unidos. O NCI coordena o Programa de Câncer Nacional Americano e conduz e apoia pesquisas, treinamentos, disseminação de informações sobre saúde e outras atividades relacionadas às causas, prevenção, diagnóstico e tratamento do câncer. Também concede apoio a pacientes de câncer e seus familiares. Desde julho de 2010, o diretor do NCI é o Dr. Harold Varmus.
O NCI foi local de desenvolvimento do Programa Especial de Vírus de Câncer (SVCP), cujos objetivos de acordo com o relatório anual de 1971, eram "a produção em grande escala de virus oncogênicos e vírus suspeitos de serem oncogênicos para preencher as necessidades da pesquisa em base contínua”. Um dos colaboradores do programa foi o cientista Roberto Gallo, conhecido por ser um dos descobridores do vírus da imunodeficiência humana (HIV), após o término do Programa. 
O National Cancer Institute apresenta grandes programas de pesquisa em  Bethesda, Maryland e no Frederick National Laboratory for Cancer Research, em Fort Detrick, em Frederick, Maryland.